# 陳所蘊
陳所蘊（1555年—1638年），字子有，號浥海，直隶松江府上海縣人。明朝政治人物。

## 生平
萬曆四年（1576年）丙子科應天鄉試舉人，萬曆十七年（1589年）己丑科二甲十九名進士，授南刑曹，历员外、郎中。性方严，有坐法当讯者，介大司寇及所蕴座师为关说，所蕴卒按其罪，有铁面郎之目。二十一年（1593年）调南京吏部文选郎中，二十三年十二月升湖广右参议兼佥事、岳州江防兵备，参藩江岳，二十六年五月升河南副使，兵备大名，所至有声。二十七年改督学中州，谢绝请托。二十九年擢河南左参政，分守大梁，有奸弁上疏请核河南羡帑者，乘驿按问，同事震慑，所蕴折服之，弁坐妄言罪。未几乞休，后起山西按察使，疏辞，萬曆四十二年（1614年）复起南京太仆寺少卿，甫半载，四十五年四月致仕归。地方有大利弊，往往以片言指陈当事，郡邑重之，卒年八十四。

## 著作
著有《竹素堂藏稿》。